# Etapa de Ribeirão Preto da Stock Car Brasil de 2013
A Etapa de Ribeirão Preto foi a sétima corrida da temporada de 2013 da Stock Car Brasil. O paulista Átila Abreu, da equipe Mobil Super Pioneer Racing, ficou com a pole position. O vencedor no entanto, foi Thiago Camilo que largou da quinta colocação no grid. O segundo colocado foi Max Wilson, seguido de Valdeno Brito. Cacá Bueno chegou em quarto lugar, atingiu 124 pontos na temporada e assumiu a liderança do campeonato.